# Can’t Deny It
Can't Deny It - debiutancki singel amerykańskiego rapera Fabolousa, promujący jego pierwszy album zatytułowany Ghetto Fabolous. Gościnnie występuje piosenkarz Nate Dogg.

## Lista utworów
- Can't Deny It (Album Version) / (LP Version) 5:04
- Can't Deny It (Radio Edit) 4:18